# Matte box

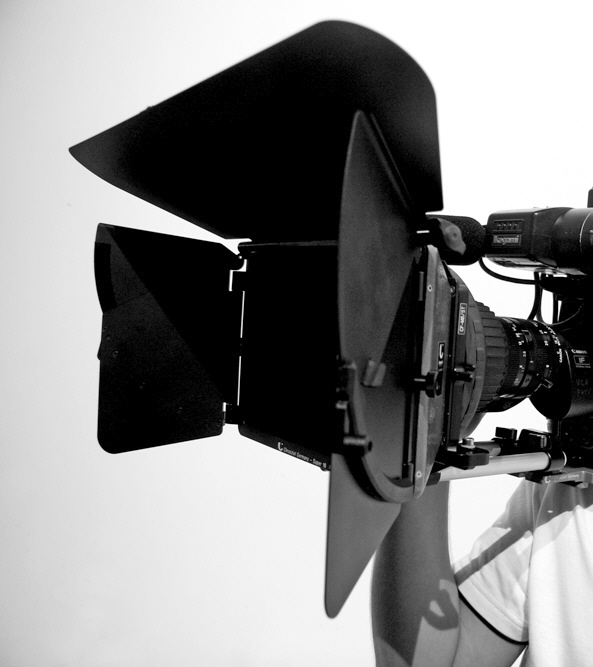
Matte box a una càmera de cinema

Un matte box, també conegut portafiltres o sistema de suport de muntatge ràpid de filtres òptics, és un accessori que s'instal·la al final de l'òptica de la càmera i evita l'entrada de llum i els seus conseqüents centellejos o reflexos. Funciona com una visera i es col·loca en la part frontal de l'òptica de les càmeres fotogràfiques. Sol incloure unes aletes anomenades banderes franceses. Es fabriquen matte boxs per a cambres HD, DV i de cinema. Alguns s'instal·len amb 2 varetes en la càmera o directament en la lent.
Es tracta d'un equip utilitzat en produccions audiovisuals tant en exterior com en interiors, és un accessori que aconsegueix reduir la intensitat i els raigs directes que poden entrar d'una font de llum externa en la lent.
El matte box permet incorporar filtres que redueixen la intensitat lumínica en el sensor i que permeten obrir el diafragma combatent així fenòmens com el de la difracció de la llum. La incorporació de filtres de Densitat Neutra (DN) permeten controlar la llum entrant a través de l'òptica.